# 借用語
借用語（しゃくようご、独: Lehnwort、英: loanword）とは、言語学の用語で、他の言語から別の言語にそのまま取り入れられた語彙である。

## 借用の起こる状況など
- 政治的・文化的に影響力の大きい言語圏の言語の語彙を、周辺の言語が取り込んで使う場合が多い。

これは一つには影響力の大きい言語圏で新しい意味を表す言葉が作られるため、その意味を表すためには借用してしまうのが手っ取り早いという便宜上の理由がある。日本語が古代から近世にかけて中国語から、近現代に英語を筆頭としてヨーロッパ諸言語から、それぞれ数多くの借用をしているのがその例である。
また、もう一つ、従属国や植民地などで支配側の言葉が使用されているうちに、その語彙を被支配側の言語が取り込んでしまう場合もある。かつて日本の統治下におかれたパラオなどで日本語の一部がそのまま現地語になっているのがその例である。
逆に、交易や侵略が余り無かった言語は、新しい意味を表す言葉も日常生活の基本語彙を組み合わせて作る事が多い。例としてはドイツ語、フランス語、ロシア語、中国語などが挙げられ、基本語彙も少ない（さすがに昨今のインターネット用語などは英語をそのまま使う事も多い）。
- 単語だけでなく、文字や宗教も借用（外来）される事が多い（ラテン語→ラテン文字とキリスト教、ペルシャ語→アラビア文字とイスラム教、中国語→漢字と仏教など）
- 関係が密接だった場合は、語彙の約半数が借用語となる事も珍しくない。
- 綴り・文字・発音においても、借用語のみにしか使われない特別なものが出来る事がある。英語の"j"、語頭の"v"（以上フランス語起源）、[k]と発音される"ch"（古典ギリシャ語、イタリア語）や、日本語の「ティ」「ヴ」が例として挙げられる。
- その言語の文化圏に政治的影響力が無い場合でも、独特の文化体系がある場合、その用語だけが周辺言語に借用される場合がある。日本のアニメ・漫画文化などがそれに当たる。
- 特産物、地域独特の事物に関する単語、または地名は政治的・文化的影響力の大小にかかわらず取り入れられることがある。（例えば日本語における、ベトナム語のアオザイ、タイ語のパクチー、アイヌ語起源の北海道の地名・駅名など)
- 英語は歴史的にフランス語を大量に借用しており、近代以降にラテン語や古典ギリシャ語から造られた高級語彙も翻訳借用によらず直接導入することが多かった。その上に近代のイギリスには世界中の植民地から様々な語彙が流入し、現代でも国際語としての影響力ゆえに新しい文物は英語で世界に紹介される。こうして英語は、世界一語彙が多く、また借用語の比重がかなり高い言語となった。逆に、よく知られているように英語は世界一の借用語提供言語でもある。

## 外来語
日本語において、漢語を除く借用語を外来語と呼ぶ。琉球語からの借用語（ゴーヤーなど）、アイヌ語からの借用語（ラッコ、シシャモなど）、ニヴフ語からの借用語（クズリなど）、古い朝鮮語からの借用語（カササギなど）は、日常レベルでは外来語に含まれないことも少なくない。また漢語であっても、借用の時期が古い「馬（うま）」、「梅（うめ）」「蝉（せみ）」は、訓読み（大和言葉）として扱われ、漢語には含めないことも少なくない。国語学者の中本正智は、「中国南部辺境語から見た語彙の特徴」（大修館「言語」1992/03）において、「やぎ(山羊)」は「羊」の字音語からきているのであって、和語とみるのはあたらない、と述べている(琉球諸語も参照のこと)。

## 借用語との認識
発音、音節構造、表記法などが異なる借用語や、英語など、外国語として学習する機会が多い言語からの借用語は、借用語であるという認識を得やすいが、そうでなく、古い時代に取り入れられた借用語は、綴りや発音から見ても、あたかも固有の語彙であったように誤解されやすい。例えば、日本語における「うめ(梅)」や「うま(馬)」は中国語からの借用語であるが、和語のように思われている。

## 借用語と方言
他の言語との接触頻度や形態に地域差がある場合、一部の地域においてのみ借用が行われることがある。このような場合、他の言語を知らないと、借用語が方言語彙（俚言）と認識される可能性がある。
広東語の場合、イギリスの植民地であった香港では英語からの借用語の比率が高くなっている。ポルトガルの植民地であったマカオではポルトガル語からの借用語が見られ、マレーシア華僑、華人が話す広東語にはマレーシア語からの借用語が見られるなどの、地域差が生まれている。

## 比較言語学での役割
比較言語学では同系言語の比定にあたって借用語は大きなノイズになる。なぜならば言語の起源を調べるときに、元々他言語の単語だったものを評価してしまっては結論が実際と変わってしまうからである。いっぽうで借用は基層言語を知る手段にもなる。

## 借用語と言語の自立性
ある言語の中に極めて大量の借用語がある場合、国立国語研究所による「外来語」言い換え提案のように、利便性や言語の自立性の観点から言い換えが提案されることがある。これらに対しては、あらゆる言語は他の言語からの借用語を含むものであり、このような主張は言語の自然な変化というものを無視した意見であると主張されることもある。しかし中には、トルコの言語純化運動、スペイン、ポルトガルでのイベリア半島の言語純化運動、韓国や北朝鮮での韓国語の国語純化運動など、借用語の追放などをおこなって言語を純化した例もある。また、アイスランドのアイスランド語のように、原則として借用語を認めないという例も存在する。

## 直接語源と究極語源
言語Bが言語Aからαという語を借用して、βという語にした後、言語Cが言語Bからそのβという語を借用して、γという語にした場合、言語Cの語γの直接語源は言語Bのβという語だが、究極の語源は言語Aの語αである。
また、言語Bが言語Aからα1とα2という形態素を借用し、β1とβ2という形態素として自言語の中に取り込んだ上で、言語Bの中でβ＝β1＋β2という形の語を新しく作った後、そのβ（＝β1＋β2）という語を言語Cが借用し、γ（＝γ1＋γ2）という語として取り込んだ場合、言語Cの単語γの究極語源は言語Bの単語βだが、γという語を構成する形態素γ1、γ2まで分解すると、その究極の語源は言語Aの形態素α1、α2である。
このような事例は、言語Cにとっての単語借用元となる言語Bが、すでに他の言語である言語Aから大量の語や形態素を借用している場合に起こりうる。このような言語Bの主なモデルとしては、日本語・朝鮮語・ベトナム語（中国語から）やトルコ語・ペルシア語（アラビア語から）、英語（ラテン語から）等がある。
例を示すと、次のようになる。言語A＝中国語、言語B＝日本語、言語C＝英語とし、β＝美少女（びしょうじょ）とする。β=美少女（びしょうじょ）は日本語内部で造語された単語であるが、この単語をさらに分解するとβ＝β1+β2+β3、β1=美（び）、β2=少（しょう）、β3=女（じょ）であり単語を構成する形態素β1、β2、β3はそれぞれ、中国語の形態素α1=美（現代北京語mĕi）、α2=少（現代北京語shào)、α3=女（現代北京語nǚ）に由来する。そしてこのβ=美少女（びしょうじょ）という単語は英語に借用され、γ=Bishōjoという英単語となった。このγ=Bishōjoという単語を形態素レベルに分解すると、γ=γ1+γ2+γ3、γ1=bi、γ2=shō、γ3=joとなる。この場合、英単語γ=Bishōjoの究極語源は、直接語源と同じく日本語の単語β=美少女（びしょうじょ）であるが、その形態素レベルで考えると、形態素γ1=bi、γ2=shō、γ3=joは直接語源としては日本語の形態素β1=美（び）、β2=少（しょう）、β3=女（じょ）にそれぞれさかのぼっても、究極語源としては中国語の形態素α1=美（現代北京語mĕi）、α2=少（現代北京語shào)、α3=女（現代北京語nǚ）にそれぞれ由来する。

## 再借用
借用語が、借用先の言語社会で用法について独自の発展などを遂げ、逆輸入する形で、借用元の言語社会において借用語又は借用語同様の語彙として用いられる現象があり、これを再借用（reborrowing）という。
再借用の例
| 語源（借用元）                          | 借用語                                                           | 再借用                                  |
| --------------------------------------- | ---------------------------------------------------------------- | --------------------------------------- |
| フランス語; bœuf（雄牛）                | 英語; beef（牛肉）→ beefsteak（ビーフステーキ）                  | フランス語; bifteck（ビーフステーキ）   |
| ギリシア語; κίνημα（kinema 動き、活動） | フランス語; cinéma（活動写真、映画）                             | ギリシア語; σινεμά（sinema 映画）       |
| 英語; animation（アニメーション）       | 日本語; アニメ                                                   | 英語; anime（日本製の表現様式のアニメ） |
| ヘブライ語; keli-zemer （楽器）         | イディッシュ; klezmer （クレズマー）                             | ヘブライ語; klezmer （クレズマー）      |
| ポルトガル語; feitiço（魅力）           | フランス語; fétiche（フェティシュ;呪物、フェティシズムの対象物） | ポルトガル語; fetiche（フェティシュ）   |